# Chicago Bears
Die Chicago Bears (vormals Decatur Staleys sowie Chicago Staleys) sind eine in Chicago ansässige American-Football-Mannschaft, die in der National Football League (NFL) spielt. Sie sind neben den Arizona Cardinals das einzige Team, das seit 1920 in der Meisterschaft spielt.
Die Bears spielen dort in der National Football Conference (NFC), in der Northern Division.

## Titel
- NFL-Meisterschaften vor Einführung des Super Bowls

1921: kein Endspiel
1932: kein Endspiel
1933: 23:21 gegen die New York Giants
1940: 73:0 gegen die Washington Redskins
1941: 37:9 gegen die New York Giants
1943: 41:21 gegen die Washington Redskins
1946: 24:14 gegen die New York Giants
1963: 14:10 gegen die New York Giants
- Super-Bowl-Sieg

XX – 1985: 46:10 gegen die New England Patriots

## Geschichte

### Gründungszeit
1919 gründete A. E. Staley in Decatur (Illinois) eine unternehmensfinanzierte Football-Mannschaft, genannt die Decatur Staleys. Als Trainer und Manager beauftragte er den Angestellten George Halas. Dieser nahm am 17. September 1920 bei einem Treffen von mehreren Footballclub-Besitzern teil. Man traf sich in einer Garage in Canton, Ohio, und gründete die American Professional Football Association (APFA). Auf einen Rat von Halas hin wurde die APFA 1922 in National Football League umbenannt.
1921 zog sich der Besitzer der Staleys aus wirtschaftlichen Gründen zurück. George Halas und der Spieler Dutch Sternaman erwarben jeweils die Hälfte der Anteile an den Staleys und zogen mit der Mannschaft nach Chicago um. Für ein Startkapital von 5000 Dollar mussten der Teamname „Staleys“ für eine weitere Saison geführt werden. Nach dem Abgang des Sponsors brauchte das Team einen neuen Namen. Aus Dankbarkeit gegenüber den Besitzern der Chicago Cubs, die dem Team mit ihrem Baseball-Stadion Wrigley Field eine Spielstätte zur Verfügung stellten, wollte Halas das Team zunächst ebenfalls Chicago Cubs benennen. Allerdings kam man schnell zu der Erkenntnis, dass der Name Cubs (Bärenkinder) nicht aggressiv genug für ein Football-Team sei, und so nannte Halas sein Team Chicago Bears.
In diesem Jahr wurden die Bears Zweite in einer aus 18 Teams bestehenden Liga.
Halas rekrutierte Spieler, die es bei anderen Clubs nicht geschafft hatten, und machte sie zu Stars. In seiner zweiten von neun Saisons als Spieler-Trainer gewannen die Bears (damals noch Chicago Staleys) 1921 ihre erste Meisterschaft. Er zog sich nach dem Ende der Saison 1929 als Spieler und vorerst auch als Coach zurück um sich auf seine Besitzer-Tätigkeit zu konzentrieren.

### Goldene 30er & 40er
In den 1930ern und 1940ern waren die Bears die Footballmacht. 1932 gewannen die Bears unter Head Coach Ralph Jones das erste jemals stattfindende Playoff-Spiel in der Geschichte der NFL mit 9:0 gegen die Portsmouth Spartans und sicherten sich somit den zweiten Titel ihrer noch jungen Geschichte. Ein Jahr später kehrte George Halas als Trainer zurück und führte die Bears zur Titelverteidigung im NFL Championship Game 1933 gegen die New York Giants.
Im Endspiel 1940 gegen die Washington Redskins sicherten sie sich den bis heute höchsten Sieg in der Geschichte der NFL. Dank der neuen T-Formation, den außergewöhnlichen Fähigkeiten ihrer Offense (allen voran Running Back Bill Osmanski und Quarterback Sid Luckman), gewannen sie dieses Spiel mit 73:0. In den 40ern sollten noch drei weitere Meisterschaften (1941, 1943 und 1946) folgen.
Etwa in dieser Zeit etablierte sich auch der (in den 1980er Jahren schließlich wiederbelebte) Spitzname Monsters of the Midway, den die Bears vom Footballteam der University of Chicago, den Maroons, übernahmen, als die Universität ihr Footballprogramm einstellte, während die Bears gleichzeitig zum dominierenden Team der NFL wurden.
Der Wettbewerb in der Liga wurde immer härter, und bevor Halas 1968 endgültig als Coach zurücktrat, gewann Chicago lediglich noch eine NFL-Meisterschaft, im Jahr 1963.

### Halas Bilanz und Nachfolge

Die 46 Defense war ein wichtiger Faktor für den Bears-Sieg im Super Bowl XX.

In Halas’ Zeit gewannen die Bears 320 Spiele, verloren 147 und holten 30 Unentschieden. Sein Einfluss ist auch heute, nach seinem Tod, noch spürbar. Er brachte Mike Ditka 1961 zum Club, damals als Tight End. Trotz weiterer Stars wie Linebacker Dick Butkus und Runningback Gale Sayers, die alle Mitglied der Pro Football Hall of Fame sind, blieben die Bears Mittelmaß. Hierbei spielten auch Sayers’ schwere Knieverletzung, sowie der tragische Tod von Brian Piccolo eine Rolle, was im preisgekrönten TV-Drama Brian's Song (1971) verfilmt wurde. Als die NFL 1970 umgestaltet wurde, wechselten die Bears in die NFC Central, und sie zogen um, ins Soldier Field.
1982 verpflichtete Halas Mike Ditka als Head Coach. Ditka baute eine robuste, körperbetonte Spielweise auf, die in der Offense um den kraftvollen Runningback Walter Payton und den zuverlässigen Quarterback Jim McMahon aufgebaut war. Walter Payton hielt bis zum 27. Oktober 2002 den Rekord für am meisten erlaufene Yards.
Herzstück der Defense war die sog. 46 Defense (angelehnt an die Rückennummer des Strong Safety Doug Plank). In dieser innovativen Taktik standen acht der 11 Feldspieler an der Line of Scrimmage und überwältigen so schnell die gegnerische Offensive Line, dass sich weder ihr Lauf- noch ihr Passspiel entfalten konnten. Durch extrem starkes Tackling der Defensive Line um Richard Dent und Dan Hampton sowie Linebacker Mike Singletary wurde das Risiko minimiert, dass der Gegner mit einem langen Wurf die aufgerückte 46 Defense ausspielen konnte. Mit dieser Spielweise gewannen die Chicago Bears im Januar 1986 Super Bowl XX gegen die New England Patriots mit 46:10. Die Bears waren sich so sicher, dass sie den Super Bowl gewinnen würden, dass das Team noch vor den Playoffs den „Super Bowl Shuffle“ im Studio aufnahm. Namen wie Richard Dent, Mike Singletary, Dan Hampton, William „The Fridge“ Perry und Steve McMichael gehen in die Geschichte als „Monsters of the Midway“ der 80er Jahre ein. Singletary war auch Beteiligter am bizarren Fog Bowl 1988, in dem die Philadelphia Eagles im dichten Nebel 20:12 geschlagen wurden.
George Halas starb am 31. Oktober 1983 an Bauchspeicheldrüsenkrebs. Seine älteste Tochter Virginia Halas McCaskey übernahm als Besitzerin die Bears.
In den 1990er Jahren waren die Bears ein Team unter vielen. Die Bears wechselten regelmäßig ihre Trainer, aber keiner konnte Halas Erfolge weiterführen.

### 1990er
Nachdem das Team über Jahrzehnte ausschließlich Mitgliedern der Familie Halas/McCaskey gehört hatte, erwarben Anfang 1990 zwei Geschäftsleute aus Chicago, Andy McKenna and Patrick G. Ryan, knapp 20 % der Anteile. Nach der Saison 1992, die die Bears mit 5-11 Siegen abschlossen, musste Coach Mike Ditka gehen. Zu schwach waren die Bears geworden. Nach dem Super Bowl XX gelang es Ditka nicht mehr zu beweisen, dass er allein der Garant des Super Bowl Titels 1986 war. Ihm zur Seite stand zu dieser Zeit Defensive Coordinator Buddy Ryan. Er erfand die 46-Defense, mit der die Bears ihre Gegner terrorisierten. So war es auch Verteidiger Richard Dent, der im Super Bowl XX zum MVP (wertvollster Spieler) gewählt wurde. Ryan verließ Chicago nach dem Super Bowl XX, um bei den Philadelphia Eagles Cheftrainer zu werden. Nach dem Super Bowl waren verschiedene personelle Probleme maßgeblich mit dafür verantwortlich, dass die Bears ihre Dominanz nicht in weitere Super-Bowl-Siege umwandeln konnten. Abgänge wie Wilber Marshall und das andauernde Verletzungspech von Quarterback Jim McMahon, für den kein gleichwertiger Ersatz gefunden werden konnte, seien hier nur als Beispiele genannt.
Zur Saison 1993 wurde Dave Wannstedt als neuer Head Coach verpflichtet, der als Defensive Coordinator der Dallas Cowboys großen Anteil an deren Wiederauferstehung hatte. Als erstes stellte Wannstedt die Offense von einer stark lauforientierten in eine ausgeglichenere Offense um, in der das Passspiel einen größeren Anteil hatte.
Nachdem es zunächst so aussah, als ob das Team unter Wannstedt besser wurde, kam der Absturz. So starteten die Bears mit der schlechtesten Bilanz ihrer Vereinsgeschichte in die Saison 1997. Sie verloren die ersten sieben Spiele in Folge. Damit übertrafen sie das Jahr 1945, als sie mit fünf Niederlagen die Saison begannen. Nur ein Playoffauftritt (1994) in sechs Jahren und zwei Saisons mit nur vier Siegen hintereinander, war dann zu wenig. Nach der Saison 1998 war Schluss für Wannstedt.
Der neue Mann an der Seitenauslinie in Chicago hieß Dick Jauron, der zuvor vier Jahre als Defense Coordinator bei den Jacksonville Jaguars gearbeitet hatte. Er konnte jedoch nur zwei Spiele mehr gewinnen als sein Vorgänger. Überschattet wurden die schlechten 90er-Jahre noch vom Tod der Bears-Legende Walter Payton am 1. November 1999.

### 21. Jahrhundert

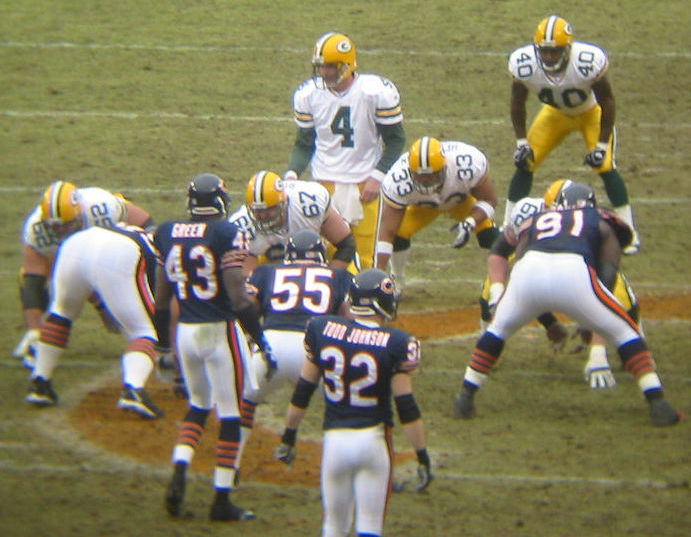
Die Bears (dunkle Trikots) im Spiel gegen die Green Bay Packers

13 Siege, drei Niederlagen, Erster der NFC Central, mit einem der schlechtesten Teams der letzten Jahre. Aufgrund dieser Bilanz wurde Dick Jauron zum besten Head Coach der Saison 2001 gewählt, wenn auch in den Divisional Playoffs gegen die Eagles das Aus kam.
Im Jahr 2002 dann wieder ein Zeichen der Unbeständigkeit. Nur vier Siege brachten die Bears zustande. Nach einer weiteren durchwachsenen Saison im Jahre 2003 (7 Siege bei 9 Niederlagen) trennten sich die Bears von Head Coach Dick Jauron und verpflichteten am 15. Januar 2004 Lovie Smith, der zuvor Assistant Head Coach und Defensive Coordinator bei den St. Louis Rams war.
In der ersten Saison unter Lovie Smith gelang den Bears zwar auch nur die Ausbeute von 5 Siegen und 11 Niederlagen, in der Saison 2005 jedoch entwickelten sie sich zu einer Defensivmacht und kamen nach 11 Siegen und fünf Niederlagen als Divisionsieger der NFC North in die Playoffs, aus denen sie jedoch schon in den Divisional Playoffs gegen die Carolina Panthers ausschieden. Da die Chicago Bears im Vorfeld von vielen Analysten als womöglich schlechtestes Team der NFL gehandelt wurden, kann die Saison 2005 als großer Erfolg gewertet werden. Die Leistung von Lovie Smith wurde mit der Wahl zum besten Head Coach der Saison belohnt.
In der Saison 2006 wurden die Chicago Bears mit einer Bilanz von 13 Siegen und 3 Niederlagen Divisionssieger der NFC North. In den Divisional Playoffs setzten sie sich dann knapp mit 27:24 nach Verlängerung gegen die Seattle Seahawks durch. Durch ein deutliches 39:14 in den anschließenden Conference Championships gegen die New Orleans Saints, zog die Mannschaft damit erstmals seit 1986 wieder in den Super Bowl XLI ein. Dort verlor das Team jedoch im strömenden Regen von Miami mit 17:29 gegen die Indianapolis Colts.
Am 7. Oktober 2012 stellten die Bears einen NFL-Rekord ein. Beim 41:3-Sieg gegen die Jacksonville Jaguars gelangen ihnen zwei Interception-Return-Touchdowns durch Charles Tillman und Lance Briggs. Damit erzielten die Bears fünf in den vergangenen drei Spielen. Den Rekord teilen sie sich mit den Cleveland Browns (aufgestellt im Dezember 1960). Die 38 Punkte Differenz wurden nach einem Unentschieden zur Halbzeit erzielt. Dies bedeutet ebenso einen neuen NFL-Rekord.

## Rivalität mit den Green Bay Packers
Die Rivalität zwischen den Bears und den Packers ist die längste in der Geschichte der NFL. Sie begann 1921 mit dem Eintritt der Packers in die NFL und umfasst seitdem 200 Regular Season und Post Season Spiele. Nach der Saison 2019 konnten die Packers 99-mal und die Bears 95-mal gewinnen. Sechsmal trennten sich die beiden Mannschaften ohne Sieger. Allerdings ist sie nicht die am längsten durchgehende Rivalität, da 1982 aufgrund des Spielerstreikes keine Spiele zwischen den beiden Mannschaften stattfanden. Beide Teams haben zusammen 22 NFL-Titel (davon fünf seit Einführung des Super Bowls 1967) gewonnen. 64 ehemalige Mitglieder dieser beiden Mannschaften sind in der Pro Football Hall of Fame vertreten (33 von den Bears und 31 von den Packers). Da beide in derselben Division spielen, treffen sie mindestens zweimal jede Saison aufeinander. Seit 2013 tragen einige Fans der Bears, in Anspielung auf die Cheeseheads der Packers, Käseraspeln als Kopfbedeckungen. Dass die Rivalität zwischen den beiden Mannschaften auch seitens der NFL Beachtung findet, sieht man in der Tatsache, dass die 100. Saison der NFL mit dem Spiel der Chicago Bears gegen die Green Bay Packers am 5. September 2019 begann. Die Liga brach damit ihre jahrelange Tradition, dass der Titelverteidiger, in dem Fall die New England Patriots, die Saison eröffnete.

## Spieler

### Bears/Staleys in der Hall of Fame
Mit 41 Personen stellen die Bears die meisten Mitglieder in der Hall of Fame. Mit Red Grange, Bronko Nagurski und dem Mitbegründer der Bears und der NFL George Halas haben die Bears zudem drei Gründungsmitglieder in der Hall. Ed Sprinkle und Jim Covert wurden im Zuge der 100. Saison der NFL als zwei von 15 Mitgliedern der „centennial class“, eine speziellen, erweiterten Klasse für das Jubiläum, in die Pro Football Hall of Fame gewählt. Aufgrund der der weltweiten COVID-19-Pandemie wurden die beiden Spieler erst 2021 aufgenommen. Mit Jared Allen wurde 2025 der bisher letzte Spieler, der für Chicago auflief, in der Hall aufgenommen.
| Pro Football Hall of Fame Mitglieder | Pro Football Hall of Fame Mitglieder | Pro Football Hall of Fame Mitglieder | Pro Football Hall of Fame Mitglieder | Pro Football Hall of Fame Mitglieder |
| Trikotnummer                         | Name                                 | Position                             | Für die Bears aktiv                  | Jahr der Aufnahme                    |
| ------------------------------------ | ------------------------------------ | ------------------------------------ | ------------------------------------ | ------------------------------------ |
| 77                                   | Red Grange                           | HB                                   | 1925, 1929–33                        | 1963                                 |
| –                                    | George Halas                         | Besitzer, Gründer Trainer            | 1920–83                              | 1963                                 |
| 3                                    | Bronko Nagurski                      | HB, DT                               | 1930–37, 1943                        | 1963                                 |
| 1                                    | Jimmy Conzelman                      | QB                                   | 1920                                 | 1964                                 |
| 16                                   | Ed Healey                            | T                                    | 1922–1927                            | 1964                                 |
| 11                                   | William R. Lyman                     | T                                    | 1926–1934                            | 1964                                 |
| 13                                   | George Trafton                       | C                                    | 1920–1932                            | 1964                                 |
|                                      | Guy Chamberlin                       | End                                  | 1920–1921                            | 1965                                 |
| 1                                    | John „Paddy“ Driscoll                | QB                                   | 1920, 1926–29                        | 1965                                 |
| 21                                   | Dan Fortmann                         | G                                    | 1936–1943                            | 1965                                 |
| 42                                   | Sid Luckman                          | QB                                   | 1939–1950                            | 1965                                 |
| 35                                   | Walt Kiesling                        | G                                    | 1934                                 | 1966                                 |
| 5                                    | George McAfee                        | HB                                   | 1940–1941 1945–1950                  | 1966                                 |
| 66                                   | Bulldog Turner                       | C                                    | 1940–1952                            | 1966                                 |
| 22                                   | Bobby Layne                          | QB                                   | 1948                                 | 1967                                 |
| 13                                   | Joe Stydahar                         | T                                    | 1936–1942 1945–1956                  | 1967                                 |
| 56                                   | Bill Hewitt                          | End                                  | 1932–1936                            | 1971                                 |
| 61                                   | Bill George                          | LB                                   | 1952–1965                            | 1974                                 |
| 81/71                                | George Connor                        | LB                                   | 1948–1955                            | 1975                                 |
| 40                                   | Gale Sayers                          | RB                                   | 1965–1971                            | 1977                                 |
| 51                                   | Dick Butkus                          | LB                                   | 1965–1973                            | 1979                                 |
| 22/16                                | George Blanda                        | QB, K                                | 1949, 1950–58                        | 1981                                 |
| 81                                   | Doug Atkins                          | DE                                   | 1955–1966                            | 1982                                 |
| 16                                   | George Musso                         | OL                                   | 1933–1944                            | 1982                                 |
| 89                                   | Mike Ditka                           | TE                                   | 1961–1966                            | 1988                                 |
| 82                                   | Alan Page                            | DT                                   | 1978–1981                            | 1988                                 |
| 78                                   | Stan Jones                           | G, DT                                | 1954–1965                            | 1991                                 |
| 34                                   | Walter Payton                        | HB                                   | 1975–1987                            | 1993                                 |
| –                                    | Jim Finks                            | Funktionär                           | 1974–1982                            | 1995                                 |
| 50                                   | Mike Singletary                      | LB                                   | 1981–1992                            | 1998                                 |
| 99                                   | Dan Hampton                          | DL                                   | 1979–1990                            | 2002                                 |
| 95                                   | Richard Dent                         | DE                                   | 1983–93, 1995                        | 2011                                 |
| 76                                   | Orlando Pace                         | T                                    | 2009                                 | 2016                                 |
| 54                                   | Brian Urlacher                       | LB                                   | 2000–2012                            | 2018                                 |
| 7                                    | Ed Sprinkle                          | DE                                   | 1944–1955                            | 2021 1                               |
| 74                                   | Jim Covert                           | OL                                   | 1983–1991                            | 2021 1                               |
| 54                                   | Chuck Howley                         | LB                                   | 1958–1959                            | 2023                                 |
| 23                                   | Devin Hester                         | Kick -, Punt Returner                | 2006–2013                            | 2024                                 |
| 54                                   | Steve McMichael                      | DT                                   | 1981–1993                            | 2024                                 |
| 90                                   | Julius Peppers                       | DE                                   | 2010–2013                            | 2024                                 |
| 69                                   | Jared Allen                          | DE                                   | 2014–2015                            | 2025                                 |

### Zurückgezogene Trikotnummern
Die Bears haben 14 Trikotnummern, die nicht mehr vergeben werden. Damit haben sie in der NFL die größte Anzahl an gesperrten Trikotnummern. Außerhalb der NFL haben nur drei Mannschaften mehr gesperrte Trikots (Die Boston Celtics mit 21, die New York Yankees mit 20 und die Canadiens de Montréal mit 15). Am 9. Dezember 2013 wurde mit der Nummer 89 von Mike Ditka die bisher letzte Nummer zurückgezogen.
| Retired Numbers der Chicago Bears | Retired Numbers der Chicago Bears | Retired Numbers der Chicago Bears | Retired Numbers der Chicago Bears | Retired Numbers der Chicago Bears |
| Nr.                               | Spieler                           | Position                          | Zeitraum                          |                                   |
| --------------------------------- | --------------------------------- | --------------------------------- | --------------------------------- | --------------------------------- |
| 3                                 | Bronko Nagurski                   | FB, T, DT                         | 1930–37, 1943                     |                                   |
| 5                                 | George McAfee                     | FB                                | 1940, 1941, 1962–1975             |                                   |
| 7                                 | George Halas                      | End, HC Besitzer der Bears        | 1920–1983                         |                                   |
| 28                                | Willie Galimore                   | RB                                | 1957–1963                         |                                   |
| 34                                | Walter Payton                     | RB                                | 1975–1987                         |                                   |
| 40                                | Gale Sayers                       | RB                                | 1965–1971                         |                                   |
| 41                                | Brian Piccolo                     | RB                                | 1965–1969                         |                                   |
| 42                                | Sid Luckman                       | QB                                | 1939–1950                         |                                   |
| 51                                | Dick Butkus                       | MLB                               | 1965–1973                         |                                   |
| 56                                | Bill Hewitt                       | End                               | 1932–1936                         |                                   |
| 61                                | Bill George                       | MLB                               | 1952–1965                         |                                   |
| 66                                | Clyde Turner                      | C, LB                             | 1940–1952                         |                                   |
| 77                                | Harold Grange                     | HB, DB                            | 1925, 1929–34                     |                                   |
| 89                                | Mike Ditka                        | TE Head Coach                     | 1961–1966 1982–1992               |                                   |

### Aktueller Kader
| Abkürzungen der Spieler-Positionen im American Football | Abkürzungen der Spieler-Positionen im American Football |
| ------------------------------------------------------- | --- |
| Offense                                                 | QB – Quarterback \| RB – Runningback \| FB – Fullback \| TE – Tight End \| E/WR – Wide Receiver \| T – Tackle \| G – Guard \| C – Center |
| Defense                                                 | DT – Defensive Tackle \| DE – Defensive End \| NT – Nose Tackle \| LB – Linebacker \| ILB – Inside Linebacker \| MLB – Middle Linebacker \| OLB – Outside Linebacker \| CB – Cornerback \| NB – Nickelback \| FS – Free Safety \| SS – Strong Safety |
| Special Teams                                           | K – Kicker \| P – Punter \| KS – Kicking Specialist \| KOS – Kickoff Specialist \| LS – Long Snapper \| RS – Return Specialist \| KOR/KR – Kick Returner \| PR – Punt Returner \| PP – Punt Protector                                                |

## Trainer (Head Coaches)
| #         | Reihenfolge der Trainer                                      |
| Spiele    | Spiele als Trainer                                           |
| S         | Siege                                                        |
| N         | Niederlagen                                                  |
| U         | Unentschieden                                                |
| Gewonnen% | Siegquote                                                    |
| *         | Ausschließlich bei den Bears in der NFL als Head Coach aktiv |

| #                             | Name             | Zeitraum  | Regular Season | Regular Season | Regular Season | Regular Season | Regular Season | Play-offs | Play-offs | Play-offs | Erfolge/Auszeichnungen | Referenz      |
| #                             | Name             | Zeitraum  | Spiele         | S              | N              | U              | Gewonnen%      | Spiele    | S         | N         | Erfolge/Auszeichnungen | Referenz      |
| ----------------------------- | ---------------- | --------- | -------------- | -------------- | -------------- | -------------- | -------------- | --------- | --------- | --------- | --- | ------------- |
| Chicago Staleys/Chicago Bears |                  |           |                |                |                |                |                |           |           |           | |               |
| 1                             | George Halas* 1  | 1920–1929 | 134            | 84             | 31             | 17             | 0,744          | –         | –         | –         | NFL Championship (1921) | [ 6 ]         |
| 2                             | Ralph Jones*     | 1930–1932 | 41             | 24             | 10             | 7              | 0,706          | –         | –         | –         | NFL Championship (1932) | [ 7 ]         |
| –                             | George Halas* 1  | 1933–1942 | 110            | 84             | 22             | 4              | 0,799          | 6         | 4         | 2         | NFL Championships (1933, 1940, 1941) | [ 6 ]         |
| 3                             | Hunk Anderson* 2 | 1942–1945 | 36             | 23             | 11             | 2              | 0,676          | 1         | 1         | 1         | NFL Championship (1943) | [ 8 ]         |
| 4                             | Luke Johnsos* 2  | 1942–1945 | 36             | 23             | 11             | 2              | 0,676          | 1         | 1         | 1         | NFL Championship (1943) | [ 9 ]         |
| –                             | George Halas* 1  | 1946–1957 | 119            | 75             | 42             | 2              | 0,641          | 2         | 1         | 1         | NFL Championships (1946) | [ 6 ]         |
| 5                             | Paddy Driscoll   | 1956–1957 | 24             | 14             | 9              | 1              | 0,609          | 1         | 0         | 1         | | [ 10 ]        |
| –                             | George Halas* 1  | 1958–1967 | 134            | 75             | 53             | 6              | 0,588          | 1         | 1         | 0         | NFL Championships (1963) AP NFL Trainer des Jahres (1963, 1965) Sporting News NFL Trainer des Jahres (1963, 1965) UPI NFL Trainer des Jahres (1963, 1965)                                         | [ 6 ]         |
| 6                             | Jim Dooley*      | 1968–1971 | 56             | 20             | 36             | 0              | 0,357          | –         | –         | –         | | [ 11 ]        |
| 7                             | Abe Gibron*      | 1972–1974 | 42             | 11             | 30             | 1              | 0,268          | –         | –         | –         | | [ 12 ]        |
| 8                             | Jack Pardee      | 1975–1977 | 42             | 20             | 22             | 0              | 0,476          | 1         | 0         | 1         | UPI NFL Trainer des Jahres (1976) | [ 13 ]        |
| 9                             | Neill Armstrong* | 1978–1981 | 64             | 30             | 34             | 0              | 0,469          | 1         | 0         | 1         | | [ 14 ]        |
| 10                            | Mike Ditka       | 1982–1992 | 168            | 106            | 62             | 0              | 0,631          | 12        | 6         | 6         | AP NFL Trainer des Jahres (1985, 1988) Pro Football Weekly NFL Trainer des Jahres (1988) Sporting News NFL Trainer des Jahres (1985) UPI NFC Trainer des Jahres (1985, 1988) Super Bowl XX (1985) | [ 15 ]        |
| 11                            | Dave Wannstedt   | 1993–1998 | 96             | 40             | 56             | 0              | 0,417          | 2         | 1         | 1         | UPI NFC Trainer des Jahres (1994) | [ 16 ]        |
| 12                            | Dick Jauron      | 1999–2003 | 80             | 35             | 45             | 0              | 0,438          | 1         | 0         | 1         | AP NFL Trainer des Jahres (2001) Pro Football Weekly NFL Trainer des Jahres (2001) Sporting News NFL Trainer des Jahres (2001)                                                                    | [ 17 ]        |
| 13                            | Lovie Smith      | 2004–2012 | 144            | 81             | 63             | 0              | 0,563          | 6         | 3         | 3         | AP NFL Trainer des Jahres (2005) Pro Football Weekly NFL Trainer des Jahres (2005) | [ 18 ] [ 19 ] |
| 14                            | Marc Trestman*   | 2013–2014 | 32             | 13             | 19             | 0              | 0,406          | –         | –         | –         | | [ 20 ] [ 21 ] |
| 15                            | John Fox         | 2015–2017 | 48             | 14             | 34             | 0              | 0,292          | –         | –         | –         | | [ 22 ] [ 23 ] |
| 16                            | Matt Nagy*       | 2018–2021 | 65             | 34             | 31             | 0              | 0,523          | 2         | 0         | 2         | NFL Coach of the Year Award (2018) | [ 24 ]        |
| 17                            | Matt Eberflus* 3 | 2022–2024 | 46             | 14             | 32             | 0              | 0,304          | –         | –         | –         | | [ 25 ]        |
| 18                            | Thomas Brown*    | 2024      | 5              | 1              | 4              | 0              | 0,200          | –         | –         | –         | | [ 26 ]        |
| 19                            | Ben Johnson*     | 2025–     | 0              | 0              | 0              | 0              | –              | –         | –         | –         | | [ 27 ]        |

## Eigentümer
Für das 1919 von A. E. Staley gegründete Werks-Football-Team der Decatur Staleys wurden George Halas als Trainer und Manager angeworben. Da die Mannschaft trotz der erfolgreichen Spielsaison 1920 ein Verlustgeschäft darstellte, verkaufte Staley die Mannschaft für 100 Dollar an Halas. Dieser verlegte die Mannschaft 1921 nach Chicago und beteiligte den Spieler und Trainer Dutch Sternaman mit 50 % am Team. Da Sternaman 1932 in finanzielle Probleme geriet, verkaufte er seine Anteile an Halas.
Halas blieb Eigentümer des Franchise, bis er 88-jährig am 31. Oktober 1983 starb. Nachfolgerin als Eigentümerin wurde seine Tochter Virginia Halas McCaskey (geboren am 5. Januar 1923). Sie verfügt über 80 % der Eigentumsrechte am Team. 1990 erwarben Pat Ryan Sr. (Aon plc) und Andrew J. McKenna (McDonald’s) 19,7 % der Anteile an dem Franchise für 17 Millionen Dollar.
Von 1983 bis 1999 war ihr Sohn Michael McCaskey als Präsident für das operative Geschäft verantwortlich. Seitdem ist Ted Phillips Präsident.
Das operative Geschäft wurde von 1983 bis 1999 von Virginias Ehemann Edward W. McCaskey, von 1999 bis 2011 von Michael McCaskey und wird seit dem von George Halas McCaskey (Sohn von Virginia McCaskey) als Chairman of the Board (Aufsichtsratsvorsitzender) kontrolliert.

## Bilanzen und Rekorde
Chicago Bears/Zahlen und Rekorde stellt wichtige Rekorde bei den Bears, die direkten Vergleiche mit den anderen American-Football-Teams, die Saisonbilanzen seit 1920 und die Erstrunden Draft-Picks seit 1936 dar.